# Katherine Kelly Lang
Katherine Kelly Lang (ur. 25 lipca 1961 w Hollywood) – amerykańska aktorka i fotomodelka, występowała w roli Brooke Logan w operze mydlanej CBS Moda na sukces (The Bold and the Beautiful).

## Życiorys

### Wczesne lata
Urodziła się jako Katherine Kelly Wegeman w Hollywood, dzielnicy miasta Los Angeles jako córka aktorki Judith Lang i olimpijczyka w skokach narciarskich Keitha R. Wegemana. W 1974, kiedy miała 13 lat, jej ojciec zginął w wypadku samochodowym. Uczęszczała do Beverly Hills High School.

### Kariera
W wieku osiemnastu lat poszła w ślady matki, zostając aktorką i zadebiutowała w niewielkiej roli jako Allison w komedii Skatetown, U.S.A. (1979) u boku Scotta Baio, Patricka Swayze i Rona Palillo. Reklamowała potem stroje sportowe jako Dziewczyna Kalifornii lat 80..
W 1985 wystąpiła w teledyskach: zespołu Alabama „There's No Way” oraz grupy Beach Boys – „Getcha Back” i „It's Gettin' Late”.
W 1987 przyjęła rolę Brooke Logan w operze mydlanej CBS Moda na sukces (The Bold and the Beautiful). Rola ta przyniosła jej w roku 2002 nominację do nagrody Daytime Emmy.
Jej pasją jest jeździectwo i konie. Prowadzi własną stadninę i startuje w wyścigach. Ponadto jest wegetarianką i zachęca do prowadzenia zdrowego stylu życia.

## Życie prywatne
W 1989 wyszła za mąż za Skotta Snidera, z którym ma dwóch synów: Jeremy’ego (ur. 5 września 1990) i Juliana (ur. 11 października 1992). Jednak w roku 1995 doszło do rozwodu. 2 lipca 1997 poślubiła Alexa D’Andrea. Mają córkę Zoe Katrinę (ur. 11 maja 1997). W roku 2012 złożyła pozew o rozwód, który sfinalizowano w czerwcu 2014.

## Filmografia

### filmy fabularne
- 1979: Skatetown, U.S.A. jako Allison
- 1981: Evilspeak jako Suzie Baker
- 1982: Desperate Lives (TV) jako Mary
- 1986: Pan Boogedy (Mr. Boogedy, TV) jako Wdowa Marian
- 1986: The Last Precinct (TV)
- 1986: Mr. Broogedy jako Widow Marian
- 1987: Nocny łowca (The Night Stalker) jako Denise
- 1987: Jocks jako Julie
- 1987: Delta Fever jako Jillian
- 1987: Made in USA jako Kelly
- 1994: Aż po grób (Till the End of the Night) jako Diana Davenport
- 1996: Pranie mózgów (Subliminal Seduction) jako Deb Danver

### seriale TV
- 1981: Żar młodości (The Young and the Restless) jako Gretchen
- 1983: Masquerade jako Donna
- 1983: The Powers of Matthew Star jako Terri
- 1984: Legmen jako Helen
- 1984: Riptide
- 1984: Happy Days jako Kim
- 1985: Crazy Like a Fox
- 1985–1986: Jeden plus dziesięć (1st & Ten) jako aktorka
- 1986: The Fall Guy
- 1987: Magnum (Magnum P.I.) jako pokojówka Lani
- od 1987: Moda na sukces (The Bold and the Beautiful) jako Brooke Logan
- 1996: Lonesme Dove: The Outlaw Years jako Enona
- 2007: Żar młodości (The Young and the Restless) jako Brooke Logan
- 2016: Sąsiedzi (Neighbours) w roli samej siebie